# Распутица
Распутица (рус. Распутица) је беспуће својствено за блатне коловозе руских степа. Распутица наступа у јесен и пролеће, када се ствара блато а земља је препојена са водом од кише (у јесен) или растопљеног снега (у пролеће).
Распутица је у Руса била често спасавајућа. Понајвише у Другом светком рату, када је отежавала освајање нациста (моторизоване колоне су остајале у блату или су се једва кретале). Велике потешкоће са таквим беспућима је имао и Наполеон у инвазији на Русију 1812. године.
- Колоне камиона ухваћене у блату (Други светки рат)
- Немци 1941. на Источном фронту
- Немци извлаче ауто официра, новембар 1941.
- Заустављен немачки ауто 1941.